# Bartlewo (województwo warmińsko-mazurskie)
Bartlewo (dawniej Bartlowo, 1933–1945 Barteln) – osada w Polsce, położony w województwie warmińsko-mazurskim, w powiecie piskim, w gminie Ruciane-Nida.
Wchodzi w skład sołectwa Iznota.
Do 2024 r. miejscowość była przysiółkiem wsi Iznota. W latach 1975–1998 przysiółek administracyjnie należał do województwa suwalskiego.
Osada rolnicza na półwyspie jeziora Bełdany, założona po 1850 roku.